# برنهارد راب
برنهارد راب (انگلیسی: Bernhard Raab؛ زادهٔ ۱۷ مارس ۱۹۶۶) بازیکن فوتبال اهل آلمان است.
از باشگاه‌هایی که در آن بازی کرده‌است می‌توان به باشگاه فوتبال کارلسروهه و باشگاه فوتبال وهن ویسبادن اشاره کرد.